# Gabriel Godin
Pour les articles homonymes, voir Godin.
Gabriel Henri Godin (Wissembourg, 27 novembre 1838-Toulon, 14 janvier 1932), est un officier de marine français. 

## Biographie
Il entre à l'École navale en octobre 1853 et en sort aspirant de 2e classe en juillet 1854. Aspirant de 1re classe (septembre 1856), il est nommé enseigne de vaisseau en septembre 1858 puis lieutenant de vaisseau en octobre 1862 et fait alors campagne en Cochinchine comme commandant de la canonnière Bourdais (1864). 
En 1867, il passe sur le vaisseau-école Louis-XIV et suit les cours de l’École de canonnage (1869) puis ceux de l’École des défenses sous-marines (1870), domaine dont il devient spécialiste. Il écrit ainsi en 1872 une étude sur la création d'une école des torpilles avant de regagner l'Extrême-Orient et d'y commander la canonnière Scorpion (1872-1874). 
Capitaine de frégate (octobre 1878), il commande la défense mobile de Toulon de 1879 à 1882 puis l'aviso Voltigeur (1882-1883) et devient aide de camp du président du Conseil des travaux (1884). 
Promu capitaine de vaisseau (juillet 1885) et commandant de l’École des défenses sous-marines, il devient en 1886 directeur des défenses sous-marines à Cherbourg. 
En 1886, il publie un Guide pratique du chauffeur et du mécanicien de torpilleurs et entre en 1888 au Conseil des travaux. Commandant de l' Algésiras et de l’École des torpilles puis du cuirassé Marceau (1892), il est nommé contre-amiral en juin 1893. 
Major général à Lorient (1895), commandant d'une division de l'escadre de réserve de Méditerranée de 1897 à 1899, il est promu vice-amiral en septembre 1899. Préfet maritime de Rochefort à partir de juillet 1900, il prend sa retraite en novembre 1903.

## Distinctions
- Grand officier de la Légion d'honneur (29 décembre 1903)